# Sofia Carlotta di Schleswig-Holstein-Sonderburg-Beck
Sofia Carlotta di Schleswig-Holstein-Sonderburg-Beck (tedesco: Sophie Charlotte von Schleswig-Holstein-Sonderburg-Beck; Shlodien, 31 dicembre 1722 – Amburgo, 7 agosto 1763) è stata una principessa tedesca.

## Biografia
Sofia Carlotta era la figlia di Federico Guglielmo II, duca di Schleswig-Holstein-Sonderburg-Beck e della contessa Ursula Anna von Dohna-Shlobitten.

## Matrimoni
Il 25 gennaio 1738 a Königsberg, la quindicenne Sofia Carlotta sposò un lontano parente, Alexander Emil von Dohna-Shlobitten, più vecchio di 18 anni. Il 30 settembre 1745 fu ucciso nella Battaglia di Soor.
Da questa unione nacquero tre figli:
- Sofia Carlotta (1740-1798), sposò nel 1759 il principe Carl Christian di Solm-Gogensolm-Lich (1725-1803);
- Federico Alessandro (1741-1810), sposò nel 1769 la contessa Carolina Finck di Finkelstein (1746-1825);
- Carlo Emilio (1744).

Il 1º gennaio 1750, nel castello Prekelvits, nella Prussia orientale, sposò Giorgio Ludovico di Holstein-Gottorp, sesto figlio di Cristiano Augusto di Holstein-Gottorp e di Albertina Federica di Baden-Durlach.
Da questa unione nacquero tre figli:
- Federico (1751-1752);
- Guglielmo (1753-1774);
- Paolo Federico Ludovico (1755-1829), Granduca di Oldenburg, sposò nel 1781 Federica di Württemberg.

Il 21 marzo 1762, Sofia Carlotta arrivò, insieme al marito, a San Pietroburgo. Dal confine furono accolti con striscioni e salutati con colpi di cannone, dove suo marito venne nominato feldmaresciallo. 
Tuttavia, la situazione cambiò dopo il colpo di Stato del 28 giugno 1762. Il marito di Sofia Carlotta era uno dei pochi che rimasero fedeli a Pietro III di Russia, che venne arrestato e la loro casa saccheggiata. Più tardi Giorgio fu nominato dal imperatrice Caterina II, l'amministratore di Holstein, dove, e se ne andò il 30 luglio 1762, chiedendo la protezione per il viaggio.

## Morte
La principessa Sofia Carlotta morì il 7 agosto 1763 all'età di 40 anni. Un mese dopo, il 7 settembre 1763, morì suo marito.

## Ascendenza
|                                                                     |                                         |                                                                                  | Genitori                                                         |  |  | Nonni |  |  | Bisnonni                                                      |  |  | Trisnonni                                                 |  |
|                                                                     |                                         |                                                                                  |                                                                  |  |  |       |  |  | 8. August Philipp, duca di Schleswig-Holstein-Sonderburg-Beck |  |  | 16. Alexander, duca di Schleswig-Holstein-Sonderburg-Beck |  |
|                                                                     |                                         |                                                                                  |                                                                  |  |  |       |  |  | 8. August Philipp, duca di Schleswig-Holstein-Sonderburg-Beck |  |  | 16. Alexander, duca di Schleswig-Holstein-Sonderburg-Beck |  |
|                                                                     |                                         | 17. Dorothea von Schwarzburg-Sondershausen                                       |                                                                  |  |  |       |  |  | 8. August Philipp, duca di Schleswig-Holstein-Sonderburg-Beck |  |  |                                                           |  |
| 4. Friedrich Ludwig, duca di Schleswig-Holstein-Sonderburg-Beck     |                                         |                                                                                  |                                                                  |  |  |       |  |  | 8. August Philipp, duca di Schleswig-Holstein-Sonderburg-Beck |  |  |                                                           |  |
|                                                                     |                                         | 9. Marie Sibylla von Nassau-Saarbrücken                                          | 18. Wilhelm Ludwig, conte di Nassau-Saarbrücken                  |  |  |       |  |  |                                                               |  |  |                                                           |  |
|                                                                     |                                         | 9. Marie Sibylla von Nassau-Saarbrücken                                          | 18. Wilhelm Ludwig, conte di Nassau-Saarbrücken                  |  |  |       |  |  |                                                               |  |  |                                                           |  |
|                                                                     |                                         | 9. Marie Sibylla von Nassau-Saarbrücken                                          | 19. Anna Amalie von Baden-Durlach                                |  |  |       |  |  |                                                               |  |  |                                                           |  |
| 2. Friedrich Wilhelm II, duca di Schleswig-Holstein-Sonderburg-Beck |                                         | 9. Marie Sibylla von Nassau-Saarbrücken                                          |                                                                  |  |  |       |  |  |                                                               |  |  |                                                           |  |
|                                                                     |                                         | 10. Ernst Günther, duca di Schleswig-Holstein-Sonderburg-Augustenburg            | 20. Alexander, duca di Schleswig-Holstein-Sonderburg-Beck (= 16) |  |  |       |  |  |                                                               |  |  |                                                           |  |
|                                                                     |                                         | 10. Ernst Günther, duca di Schleswig-Holstein-Sonderburg-Augustenburg            | 20. Alexander, duca di Schleswig-Holstein-Sonderburg-Beck (= 16) |  |  |       |  |  |                                                               |  |  |                                                           |  |
|                                                                     |                                         | 10. Ernst Günther, duca di Schleswig-Holstein-Sonderburg-Augustenburg            | 21. Dorothea von Schwarzburg-Sondershausen (= 17)                |  |  |       |  |  |                                                               |  |  |                                                           |  |
| 5. Luise Charlotte von Schleswig-Holstein-Sonderburg-Augustenburg   |                                         | 10. Ernst Günther, duca di Schleswig-Holstein-Sonderburg-Augustenburg            |                                                                  |  |  |       |  |  |                                                               |  |  |                                                           |  |
|                                                                     |                                         | 11. Auguste von Holstein-Sonderburg-Glücksburg                                   | 22. Philipp, duca di Schleswig-Holstein-Sonderburg-Glücksburg    |  |  |       |  |  |                                                               |  |  |                                                           |  |
|                                                                     |                                         | 11. Auguste von Holstein-Sonderburg-Glücksburg                                   | 22. Philipp, duca di Schleswig-Holstein-Sonderburg-Glücksburg    |  |  |       |  |  |                                                               |  |  |                                                           |  |
|                                                                     |                                         | 11. Auguste von Holstein-Sonderburg-Glücksburg                                   | 23. Sophie Hedwig von Sachsen-Lauenburg                          |  |  |       |  |  |                                                               |  |  |                                                           |  |
| 1. Sophie Charlotte von Schleswig-Holstein-Sonderburg-Beck          |                                         | 11. Auguste von Holstein-Sonderburg-Glücksburg                                   |                                                                  |  |  |       |  |  |                                                               |  |  |                                                           |  |
|                                                                     | 12. Friedrich, conte di Dohna-Schlodien | 24. Christoph, conte di Dohna                                                    |                                                                  |  |  |       |  |  |                                                               |  |  |                                                           |  |
|                                                                     | 12. Friedrich, conte di Dohna-Schlodien | 24. Christoph, conte di Dohna                                                    |                                                                  |  |  |       |  |  |                                                               |  |  |                                                           |  |
|                                                                     | 12. Friedrich, conte di Dohna-Schlodien | 25. Ursula zu Solms-Braunfels                                                    |                                                                  |  |  |       |  |  |                                                               |  |  |                                                           |  |
| 6. Christoph I, conte di Dohna-Schlodien                            | 12. Friedrich, conte di Dohna-Schlodien |                                                                                  |                                                                  |  |  |       |  |  |                                                               |  |  |                                                           |  |
|                                                                     |                                         | 13. Espérance du Puy de Montbrun, signora di Ferrassières, Epeyssolles, Thoiriat | 26. Jean du Puy-Montbrun, marchese di Montbrun                   |  |  |       |  |  |                                                               |  |  |                                                           |  |
|                                                                     |                                         | 13. Espérance du Puy de Montbrun, signora di Ferrassières, Epeyssolles, Thoiriat | 26. Jean du Puy-Montbrun, marchese di Montbrun                   |  |  |       |  |  |                                                               |  |  |                                                           |  |
|                                                                     |                                         | 13. Espérance du Puy de Montbrun, signora di Ferrassières, Epeyssolles, Thoiriat | 27. Antoinette de Poinsard, signora d'Epeyssolles                |  |  |       |  |  |                                                               |  |  |                                                           |  |
| 3. Ursula Anna von Dohna-Schlodien                                  |                                         | 13. Espérance du Puy de Montbrun, signora di Ferrassières, Epeyssolles, Thoiriat |                                                                  |  |  |       |  |  |                                                               |  |  |                                                           |  |
|                                                                     |                                         | 14. Christian Albrecht, conte di Dohna-Vianen                                    | 28. Christoph, conte di Dohna (= 24)                             |  |  |       |  |  |                                                               |  |  |                                                           |  |
|                                                                     |                                         | 14. Christian Albrecht, conte di Dohna-Vianen                                    | 28. Christoph, conte di Dohna (= 24)                             |  |  |       |  |  |                                                               |  |  |                                                           |  |
|                                                                     |                                         | 14. Christian Albrecht, conte di Dohna-Vianen                                    | 29. Ursula zu Solms-Braunfels (= 25)                             |  |  |       |  |  |                                                               |  |  |                                                           |  |
| 7. Friederike Marie von Dohna-Vianen                                |                                         | 14. Christian Albrecht, conte di Dohna-Vianen                                    |                                                                  |  |  |       |  |  |                                                               |  |  |                                                           |  |
|                                                                     |                                         | 15. Sofia Dorothea van Brederode                                                 | 30. Johan Wolfert, signore di Brederode                          |  |  |       |  |  |                                                               |  |  |                                                           |  |
|                                                                     |                                         | 15. Sofia Dorothea van Brederode                                                 | 30. Johan Wolfert, signore di Brederode                          |  |  |       |  |  |                                                               |  |  |                                                           |  |
|                                                                     |                                         | 15. Sofia Dorothea van Brederode                                                 | 31. Anna Johanna von Nassau-Siegen                               |  |  |       |  |  |                                                               |  |  |                                                           |  |
|                                                                     |                                         | 15. Sofia Dorothea van Brederode                                                 |                                                                  |  |  |       |  |  |                                                               |  |  |                                                           |  |